# Ульджабаев, Турсунбай Ульджабаевич
Турсунба́й (Турсу́н) Ульджаба́евич Ульджаба́ев (тадж. Турсунбой Ӯлҷабоевич Ӯлҷабоев, узб. Турсунбой Ўлжабоевич Ўлжабоев; 1 мая 1916, к. Курук, Ходжентский уезд, Самаркандская область, Туркестанский край, Российская империя — 31 мая 1988, п. Мехнат, Куйбышевский район, Хатлонская область, Таджикская ССР, СССР) — советский таджикский государственный, партийный и общественный деятель, педагог и журналист, член Союза журналистов СССР.
С 24 мая 1956 года по 12 апреля 1961 года первый секретарь ЦК КП Таджикистана — руководитель Таджикской ССР. С 26 марта 1955 года по 24 мая 1956 года являлся председателем Совета министров Таджикской ССР — главой республиканского правительства и вторым человеком в республике, с 26 марта 1955 года по 25 мая 1956 года одновременно являлся министром иностранных дел Таджикской ССР. Также занимал ряд других должностей.

## Биография

### Ранние годы
Родился 1 мая 1916 года в кишлаке Куру́к Ходжентского уезда Самаркандской области Туркестанского края Российской империи — ныне кишлак Курук находится в составе Гафуровского района Согдийской области Таджикистана. Родился в семье дехканина-батрака, таджик по национальности. С детства начал трудиться, помогал родителям в их работе.
В 1935 году окончил педагогический техникум в Ходженте (сейчас Худжанд), в том же году начал трудовую деятельность учителем начальной школы в Науском районе (сейчас Спитаменский район) Ура-Тюбинского округа Таджикской ССР. С 1936 по 1943 год находился на руководящей работе в отделении ВЛКСМ на территории Таджикской ССР. В 1939 году стал членом ВКП(б). В 1943—1947 годах работал первым секретарём ЦК ВЛКСМ Таджикской ССР.

### Политическая деятельность
В 1950 году Турсунбай Ульджабаев окончил Высшую партийную школу при ЦК ВКП(б) в Ташкенте. Сразу после окончания учёбы был направлен в Сталинабад (ныне Душанбе) и назначен секретарём Сталинабадского областного комитета КП Таджикской ССР. В 1951—1952 годах работал заведующим пропаганды и агитации ЦК КП Таджикской ССР. Стал членом Союза журналистов СССР. В 1952—1954 годах работал первым секретарём Кулябского и Ленинабадского обкомов КП Таджикистана.
С января 1954 года по март 1955 года являлся секретарём ЦК КП Таджикистана. С 29 марта 1955 года по 25 мая 1956 года работал в должности председателя Совета Министров Таджикской ССР, являясь фактически вторым человеком в республике. 24 мая 1956 года Турсунбай Ульджабаев был назначен первым секретарём ЦК КП Таджикской ССР на место Бободжона Гафурова, который подал в отставку в связи с переходом на другую работу.
В апреле 1961 года на пленуме ЦК КПСС Турсунбай Ульджабаев вместе с председателем Совета Министров Таджикской ССР Назаршо Додхудоевым был обвинён в «систематической фальсификации отчетных документов», в том, что «докладывал о перевыполнении планов продажи хлопка государству, фактически же эти планы не выполнялись». 12 апреля 1961 года был снят со всех постов и исключён из КПСС. Параллельно с работой в должности первого секретаря ЦК КП Таджикской ССР в 1956—1961 годах, являлся членом Центральной ревизионной комиссии КПСС, а в 1954—1961 годах одновременно членом Бюро ЦК КП Таджикской ССР. Являлся депутатом Верховного Совета СССР с 3 по 5 созывы в 1950—1961 годах.

### Последний период жизни
После смещения со всех постов и исключения из партии в апреле 1961 года, был направлен на работу (фактически в политическую ссылку) в качестве директора отстающего совхоза «Митин-Тугай» в Московский район Кулябской области — сейчас это дехканское хозяйство имени Турдыева в Хамаданинском районе Хатлонской области. Проработал в этом совхозе до 1964 года. В 1964—1973 годах работал директором племсовхоза «Гарм» в Комсомолабадском районе (сейчас Нурабадский район). В марте 1973 года был назначен заместителем директора, а с декабря 1976 года начал работать директором совхоза «24-го Партсъезда» в Куйбышевском районе Курган-Тюбинской области — сейчас Абдурахман-Джаминский район Хатлонской области.
Был восстановлен в членстве КПСС и частично реабилитирован только в 1986 году, на заре эпохи «Перестройки».  В том же году вышел на пенсию. Скончался спустя два года, 31 мая 1988 года умер в посёлке Мехнат, похоронен в городе Душанбе на кладбище «Сари Осиё».  По словам, его старшей дочери, Манзуры Ульджабаевой, «До конца жизни он был и оставался честным и верным партии. В Куйбышевском районе (я там была),отцу вручали новый партбилет! Да, не восстановили, но приняли вновь в партию. И он был счастлив.»

## Награды
- Орден Ленина
- 3 ордена Трудового Красного Знамени
- 2 ордена «Знак Почёта»
- 5 медалей
- 4 Почетных Грамоты Президиума Верховного Совета.

## Память
- Именем Турсуна Ульджабаева названы школы и хозяйства в различных уголках Таджикистана.
- Указом Президента Республики Таджикистан Эмомали Рахмонова от 9 сентября 1997 года за № 118 Нурекской ГЭС присвоено имя Турсуна Ульджабаева.

## Семья
Турсунбай Ульджабаев был женат. Супруга — Шамсия Ульджабаева (1921—2004). Супруги имели детей.